# Airbus Training Centre Europe
Airbus Training Centre Europe est l'un des huit centres de formation du constructeur aéronautique européen Airbus. Il est voué à la formation des pilotes de ligne, ingénieurs et techniciens.
Il est situé à Blagnac (proche de Toulouse). Le centre est approuvé par les autorités de l'aviation civile pour proposer des formations aux aéronefs Airbus A300, A310, Airbus A320, A330, A340, A350XWB et A380.
Le centre possède six simulateurs de vol.
Les autres centres de formation d'Airbus sont situés à Hambourg, Miami, Beijing, Singapour, Bangalore, New Delhi et Mexico.